# Olga Commandeur
Olga Alida Divera Commandeur (IJmuiden, 30 oktober 1958) is een Nederlandse oud-atlete. Sinds 2000 was zij vooral bekend door haar dagelijkse presentatie van het tv-programma Nederland in Beweging!. Op 25 april 2023 werd bekendgemaakt dat ze hiermee stopte. Na de laatste aflevering met Commandeur, die op 26 mei 2023 werd uitgezonden, werden tot september 2023 herhalingen uitgezonden.
Commandeur gaf er als topatlete blijk van over een veelzijdige aanleg voor de atletiek te beschikken. Ze had vooral succes op de loopnummers, met name bij de 400 m horden en de 800 m en ook als meerkampster. Als enige Nederlandse atlete heeft zij ooit een wereldjeugdrecord gevestigd. Ze werd zesmaal Nederlands kampioene op individuele nummers en achtmaal in estafetteverband. Ze vestigde of verbeterde negenmaal een Nederlands record en nam in 1984 deel aan de Olympische Spelen waar zij de halve finale haalde.

## Biografie

### Eerste stappen in atletiek
In 1973 viel Commandeur voor het eerst op. Gestart als veertienjarige bij de Velser atletiekvereniging Suomi, die in die tijd op een grasveld trainde, had ze binnen een jaar vrijwel alle onderdelen uitgeprobeerd en behoorde zij op enkele nummers (derde op de 300 m en vierde op de 800 m) reeds tot de beste jeugdatletes van Nederland. Bijzonder was dat ze dat jaar in een nationale jeugdploeg tegen Westfalen uitkwam op zowel de 300 m als het speerwerpen.
Haar eerste nationale jeugdtitels behaalde Olga Commandeur in 1974. Ze won indoor de 800 m voor B-meisjes in 2.09,4, een jeugdrecord. Diezelfde zomer veroverde ze buiten nationale jeugdtitels op de vierkamp en de 300 m in de snelste tijd ooit door een Nederlands B-meisje (leeftijdscategorie 16/17 jaar) gelopen.

### Doorbraak
In 1975 brak ze definitief door. Op nationaal niveau werd ze bij de seniorenkampioenschappen op de 400 m tweede en liep kort daarna een jeugdrecord in 53,3 seconden. Op de 800 m werd ze eerst nationaal jeugdkampioene in 2.06,0, eveneens een jeugdrecord, drie weken later gevolgd door een 800 m in 2.02,8.
Internationaal brak zij door bij de Europese kampioenschappen voor junioren in Athene. Ze werd er 800 meterkampioene in 2.05,8, waarna ze twee weken later in Aalst 2.01,6 neerzette. Dat was een Nederlands jeugd- en seniorenrecord en een wereldjeugdrecord.

### Pech in olympisch jaar
In 1976 kreeg Commandeur te kampen met blessures. Een valpartij tijdens het schaatsen leverde een knieblessure op, die de wintervoorbereiding ontregelde. Toen zij deze weer mocht oppakken, kreeg ze een brommerongeluk en liep ze in diezelfde knie een scheurtje in de meniscus op.
Weliswaar slaagde zij dat jaar voor haar eindexamen havo, maar sportief gezien was het een verloren jaar, omdat ze de Olympische Spelen van Montreal miste. Ze had geen kans gekregen zich te kwalificeren. Even leek ze zelfs verloren voor de atletieksport, toen ze het door de opeenvolgende lichamelijke ongemakken niet meer zag zitten. De ommekeer kwam op 5 september 1976 bij de openingswedstrijd van de nieuwe kunststofbaan in Roosendaal, waar ze haar eerste 800 m van het jaar in 2.08,2 beëindigde. 'Nu heb ik er weer echt zin in', stelde zij.

### Comeback
Commandeur, die inmiddels de sport afwisselde met een parttime administratieve baan, kwam in 1977 bij de internationale pinksterwedstrijden op Papendal in 2.06,2 op de 800 m, waarbij ze het jonge talent Elly van Hulst achter zich liet. "Ik ben met deze overwinning en deze tijd even blij als met het jeugdwereldrecord, dat ik bijna twee jaar geleden liep. Ik ben er weer", stelde Commandeur opgelucht. Op de NK in Sittard, won ze de 800 m vervolgens in 2.03,79. Het was overigens Commandeurs eerste titel bij de vrouwen. Eind 1977 voerde ze de seniorenranglijst weer aan, direct gevolgd door de op de NK afwezige Elly van Hulst met 2.03,9.

### Vijfkamp
Het jaar 1978 werd een overgangsjaar voor Commandeur, die inmiddels was begonnen aan de CIOS-opleiding. Eerst liep ze een virusinfectie op die haar ademhalingsspieren aantastte. Nadat zij deze had overwonnen, kwam zij bij een onderlinge wedstrijd, als uitvloeisel van de door de CIOS-opleiding aangebrachte brede basis, bij het hoogspringen ineens tot een hoogte van 1,75 m. Minder succes had zij op de 800 m, waarop zij dit jaar niet sneller was dan 2.04,5. Op de NK was Van Hulst haar met 2.03,8 deze keer te snel af; Commandeur moest genoegen nemen met zilver en een tijd van 2.04,8. Later, bij een interland tegen België, herhaalde zich dit patroon. Het resultaat was dat Elly van Hulst en niet Olga Commandeur werd opgenomen in de nationale ploeg voor de Europese kampioenschappen in Praag.
In november 1978 scheurde ze tijdens een zaaltraining vervolgens haar rechter enkelbanden. Een operatie en enkele maanden revalideren verstoorden opnieuw de wintertraining van de inmiddels naar de sportacademie overgestapte IJmuidense.

### Overstap
Begin 1979 hervatte Commandeur de training en stapte zij over op de vijfkamp. Deze verandering moest haar atletiekcarrière een nieuwe impuls geven. Nu zat een deel van de Nederlandse meerkamptop bij het Amsterdamse ADA, waar bondstrainer Piet van Gerven actief was. Een overstap van Suomi naar ADA was dus logisch, temeer daar ze nu in Amsterdam studeerde. Van Gerven probeerde vervolgens de mentale drempel voor de 800 metertrainingen te verlagen en koos daarbij voor tempotrainingen voor de 400 m horden, een nieuw atletiekonderdeel voor vrouwen.
Deze trainingsaanpak was de oorzaak van een onvoorziene koerswijziging, want het bleek de opmaat voor een periode van zes jaar, waarin Commandeur op die 400 m horden vijf nationale titels veroverde en zes keer het nationale record verbeterde. Aanvankelijk waren echter in 1979 haar eerste vijfkampresultaten veelbelovend. Terwijl Sylvia Barlag haar eigen nationale record opkrikte van 4348 naar 4512 punten, zat Commandeur in haar tweede vijfkamp ooit met 4091 punten al tegen de 4100 punten aan. Vrijwel iedereen was dan ook verrast, toen zij op de NK aantrad voor de 400 m zonder en met horden. Op het eerste nummer werd ze nog vierde, maar op het tweede zegevierde ze met ruime voorsprong in 58,23, een nationaal record.

### Experimentele zevenkamp
Aangezien dat wervelen over alle atletieknummers heen haar bleef boeien, namen Sylvia Barlag en zij in september in Longwy deel aan een proef zevenkamp. Barlag verzamelde 5878 punten, Olga Commandeur scoorde er 5616. Eind 1979 stond ze op de nationale ranglijst op zes atletiekonderdelen, inclusief de vijfkamp, bij de beste tien en op beide sprintnummers bij de beste twintig.

### Weer geen OS, wel WK en nationale records
In 1980 vervolgde Commandeur de ingeslagen weg en richtte zich voor de Spelen in Moskou op de vijfkamp. Op de NK indoor werd ze hierop tweede achter Tineke Hidding met 4091 punten, tweede op de 400 m en vierde bij het verspringen. Tijdens het buitenseizoen lukte een goede vijfkamp echter niet meer, waarna ze ten slotte toch weer koos voor de 400 m horden en in Sittard haar nationale titel prolongeerde. Dit nieuwe vrouwennummer was echter nog niet opgenomen in het olympische programma. Deelname aan de Spelen zat er voor Olga Commandeur dus opnieuw niet in. Ter compensatie werd voor dit nummer en de 3000 m door de IAAF medio augustus in Sittard een apart wereldkampioenschap voor vrouwen georganiseerd, een week na de NK. Daar had Commandeur zich wél voor gekwalificeerd. Ze bereikte er de halve finale. Ze werd zesde in de nieuwe nationale recordtijd van 57,93 en kwalificeerde zich voor de B-finale. Hierin moest ze halverwege met een lichte spierblessure echter opgeven.
Achteraf beschouwt Commandeur 1980 als een verloren jaar, temeer daar zij, door zich op Moskou te focussen, te weinig aan haar studie had gedaan. Haar tweede jaar op de sportacademie moest daarom over.
Een maand later leverde ze, weer blessurevrij, een substantiële bijdrage aan het clubkampioenschap van ADA: ze sprong 6,06 ver, een persoonlijk record. De week erna had zij bij de estafettekampioenschappen bovendien een groot aandeel in de zege van ADA op de 4 x 800 m. Esther Schouten, Olga Commandeur, Jacqueline Spaans en Maaike Persoons vestigden daarbij met 8.57,93 een nationaal record.

### Van vijf- naar zevenkamp

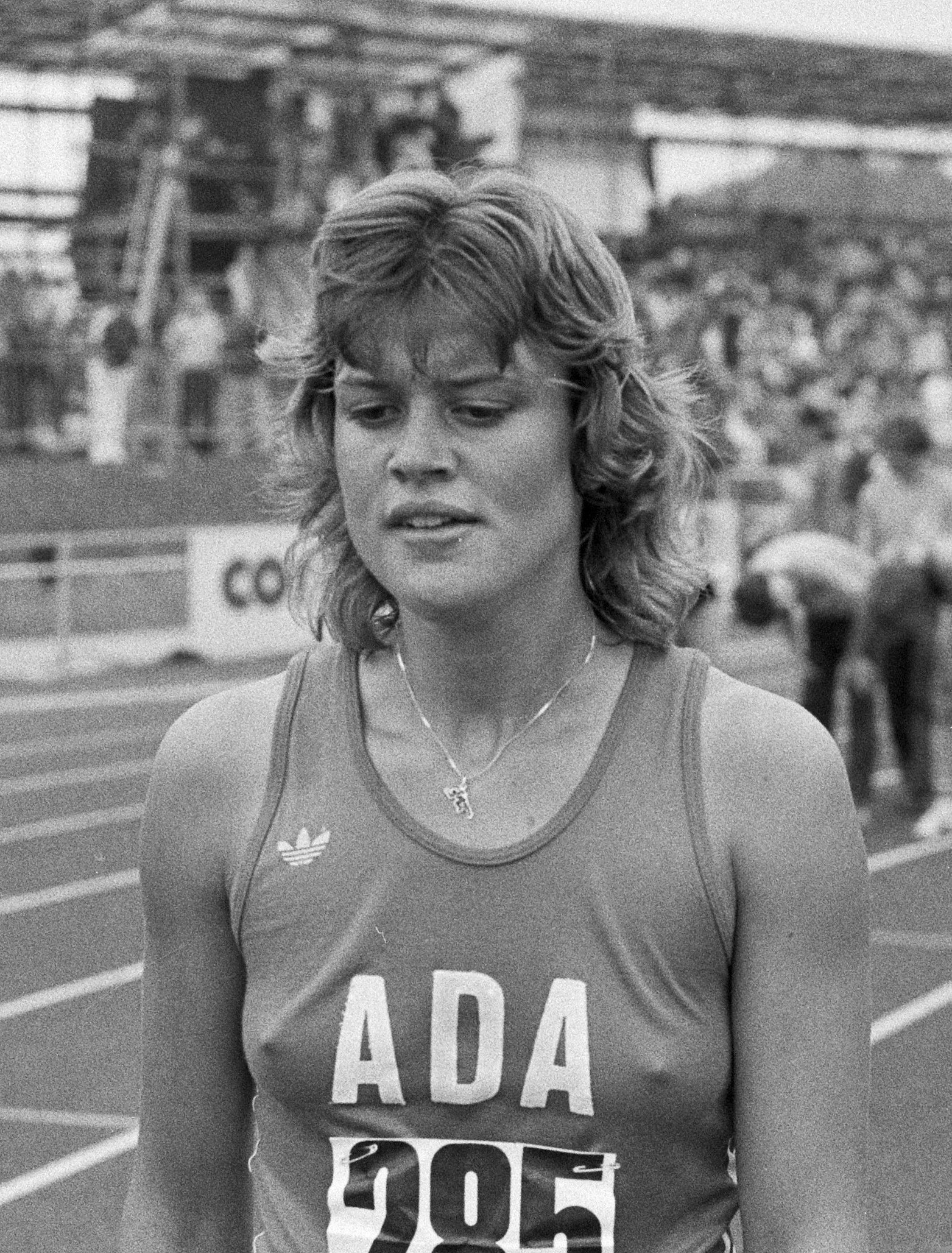
Olga Commandeur in 1981

Intussen had Commandeur dat jaar haar beste vijfkampscore ooit op 4237 punten gebracht. Daar bleef het bij, want in 1981 stapten de vrouwen officieel over op de zevenkamp. De ADA-atlete scoorde 5588 punten. Halverwege het jaar stond ze derde op de nationale ranglijst, achter Sylvia Barlag en Tineke Hidding. Maar de 400 m horden bleef haar belangrijkste nummer. Eerst liep ze in augustus tijdens de Europacup B-finale in Pescara 57,87, weer een verbetering van haar eigen record uit 1980. Een week later won ze in 58,83 met bijna drie seconden voorsprong voor de derde achtereenvolgende maal ook de nationale titel.
Bij de FBK-recordwedstrijden in Hengelo, eind september 1981, sprong ze, na eerst een 100 en een 400 m horden te hebben gelopen, 6,20 m ver. Intussen had ze haar zevenkamptotaal op 5820 punten gebracht.

### Meerkamptraining
Commandeur trad begin 1982 aan voor de NK meerkamp indoor in Zwolle. Op het eerste nummer, de 60 m horden, moest zij in titelverdedigster Tineke Hidding nog haar meerdere erkennen. Toen deze echter bij het verspringen driemaal fout sprong, terwijl Olga Commandeur daar 5,92 tegenover stelde, was de weg naar de titel vrij, die zij met een totaal van 4194 punten veroverde. Tevreden concludeerde ze, dat ze zou doorgaan op de meerkamp, want "Lekker afwisselend trainen, dat bevalt me best."
Drie weken later werd ze op de individuele indoorkampioenschappen met twee derde plaatsen op de 60 m horden (in 6,77) en het verspringen (met 6,14) opnieuw twee medailles rijker. Aan het eind van het indoorseizoen stond ze derde op de 60 m horden, de 400 m en het verspringen, vijfde bij het hoogspringen en achtste op de 800 m.

### Overbelaste rug
Na een goede zevenkamp van 5608 punten bij een meerkampinterland vroeg in 1982, raakte ze andermaal geblesseerd: op de tweede competitiedag ging Commandeur door haar rug, waardoor zij voor de rest van het seizoen was uitgeschakeld. Aanvankelijk zag het er ernstig uit. De doktoren stelden aan de hand van foto’s vast dat er dusdanige afwijkingen waren, dat ze beter met meerkampen kon stoppen. Een second opinion werd aangevraagd waaruit bleek, dat haar ene heup helemaal vast zat. Dat had als reactie overbelasting van haar rug veroorzaakt. Toen daarop de behandeling werd gericht, raakte Commandeur van de pijn af en kon ze de training hervatten. Inmiddels was het echter half november, zat ze met haar studie in het examenjaar en richtte ze zich allereerst daarop.

### Vizier op Los Angeles
De volgende sportzomer begon voor Commandeur met de competitiewedstrijden in mei, waarin zij voor haar club ADA met een vertesprong van 5,99 veel punten scoorde. Vlak voordat ze op 14 juni 1983 haar sportacademie-diploma mocht ophalen, nam ze in Willebroek deel aan een interland tegen België en Schotland. Op de 400 m horden leverde dat direct weer winst op en een tijd onder de minuut: 59,72.
Op de NK in Vught liep ze vervolgens in 58,39 naar haar vijfde titel op dit onderdeel. Na haar vierde Nederlandse record met 57,40 tijdens de Europacup B-finale richtte ze zich op de Olympische Spelen van 1984. Bestudering van videobeelden die haar vriend, boogiewoogie pianist Jaap Dekker, van haar race had gemaakt, had haar overtuigd dat de limiet van 56,20 voor Los Angeles haalbaar moest zijn, "als ik mijn techniek een beetje bijschaaf en niet zo veel zou verliezen op de laatste 100 meter," aldus Commandeur dat najaar.
Vlak daarvoor had ze in één weekend voor ADA drie verschillende estafettetitels veroverd: op de 4 x 100 en de 4 x 200 m, beide keren met Esther Schouten, Desirée de Leeuw en Edine van Heezik, en op de 4 x 400 m met Maureen Freelink, Margriet de Graaf en opnieuw Desirée de Leeuw.

### Doel bereikt
Toch had Commandeur het nog knap lastig met die limiet voor de Spelen (die door KNAU en NOC op 56,80 was gesteld en niet op de eerder genoemde 56,20). Vooralsnog haalde ze hem niet. Op de Westathletic in juni kwam ze tot 57,28, haar vijfde nationale record, maar er moest nog steeds een halve seconde vanaf. Daarom werd op de FBK Games in Hengelo in juli op speciaal verzoek een 400 m horden ingelast. Commandeur liep naar 56,51, haar zesde record en drie tiende onder de limiet. Het doel, Los Angeles, was bereikt.
In Los Angeles begon Olga Commandeur goed aan het olympisch toernooi. Ze won haar serie in 56,67, haar op een na beste tijd ooit. In de halve finale kwam ze wat traag uit de startblokken weg. Ze werd zesde in 57,01.
Direct na de Spelen liet Commandeur weten, eens goed te zullen nadenken over de keuze 400 m horden of meerkamp. "Voor dat laatste moet ik veel meer trainen en ik ben blessuregevoelig. Ik ga weleens door een enkeltje, pijn in een been, in een voet, de rug of een achillespeesje. Maar veel nummers doen is natuurlijk wel leuk."

### Na Los Angeles
Bij de estafettekampioenschappen, de seizoensafsluiter van 1984, kwam Commandeur op vier estafettenummers uit. Dat resulteerde in alle gevallen in goud, wat overigens ook gold voor clubgenote Desirée de Leeuw. De 4 x 100 m, 4 x 200 m, 4 x 400 m én 4 x 800 m waren voor ADA. Op het laatste nummer perste Commandeur er als slotloopster zelfs nog 2.06 uit. Hierdoor kwam de totaaltijd uit op 8.45,20 en mochten Margriet de Graaf, Desirée de Leeuw, Maaike Persoons en Olga Commandeur zich de nieuwe houdsters noemen van een nationaal record dat ADA eerder in handen had gehad, maar in 1982 was kwijtgeraakt aan het Haagse Olympia '48.
Ten slotte testte ze zichzelf in het laatste weekend van september in Zwolle uit op een zevenkamp, waar ze een totaal van 6027 punten realiseerde. Ter vergelijking: in Los Angeles zou zij met dit puntentotaal elfde zijn geworden.

### Blessures
Veel atletiekplezier zou Commandeur daarna niet meer beleven. In 1985 maakte ruw kraakbeen in het linker afzetbeen haar het springen onmogelijk. Lopen ging nog, maar dat jaar kwam zij slechts in competitieverband in actie. In de competitiefinale leverde dat op de 800 m nog een tijd van 2.09,24 op en een speerwerp-PR van 40,84 m. Voor het volgende jaar zag ze de hordenraces nog wel zitten, maar over de meerkamp was ze somberder gestemd.
Beter werd het echter niet meer. Beschadigd kraakbeen in haar linker kniegewricht dwong haar de zevenkamp op te geven. Min of meer gedwongen was ze nu op de 400 m terechtgekomen en hoopte ze op een plekje in de 4 x 400 meterploeg voor de Europese kampioenschappen van dat jaar. Meer dan 54,46 zat er echter niet in, onvoldoende voor een plaats in genoemde nationale estafetteploeg, die er trouwens niet eens kwam. Ten slotte kon een geblesseerde Commandeur aan het eind van het seizoen haar club zelfs niet steunen in de strijd om de hegemonie in de Nederlandse competitie.

### Televisie en maatschappelijke loopbaan

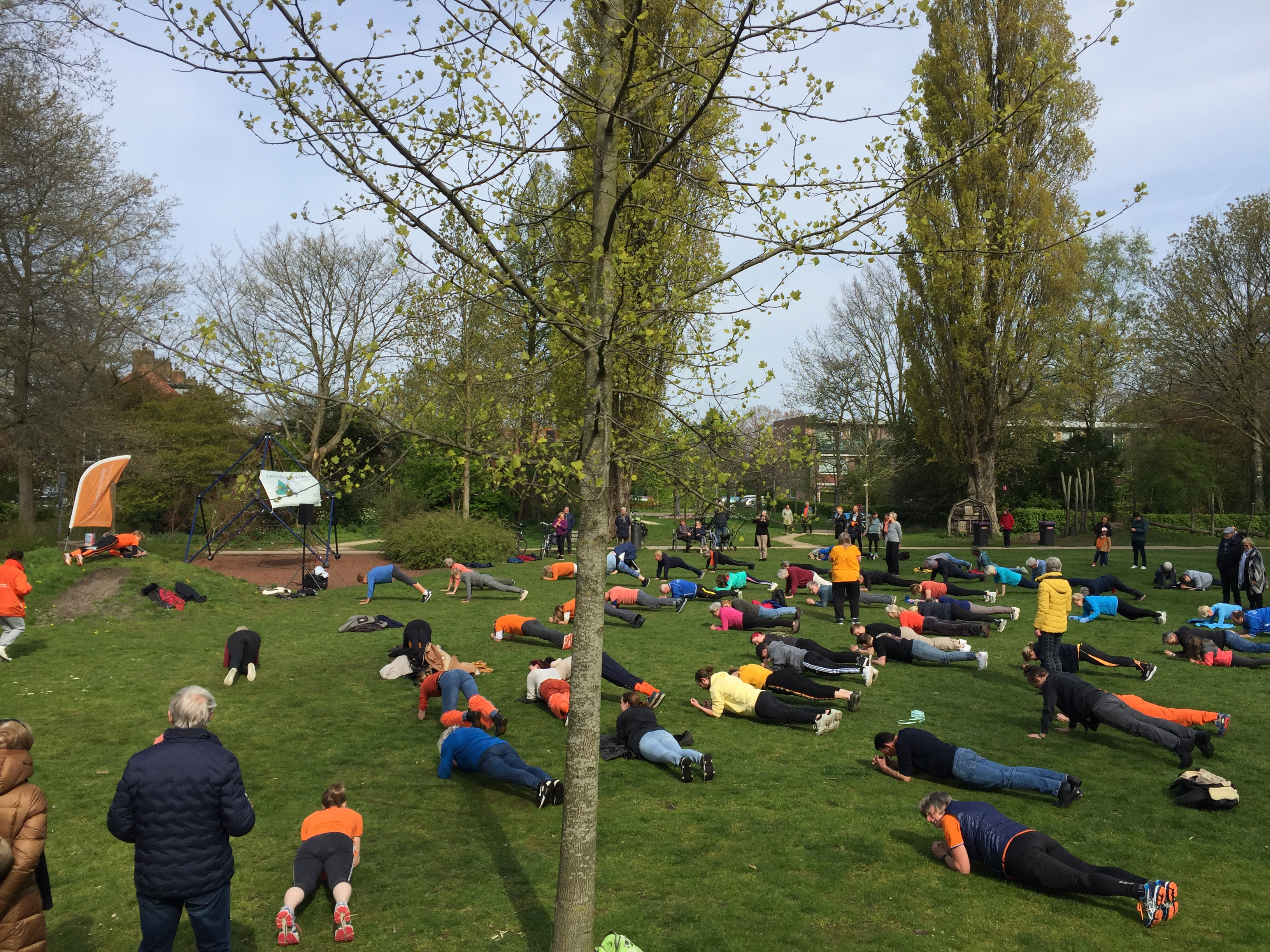
Olga Commandeur brengt Voorschoten in beweging (april 2023)

Intussen timmerde ze ook op maatschappelijk gebied aan de weg. Nadat ze vanaf eind 1983 eerst tijdelijk op enkele scholen was ingevallen, startte zij in 1984 met NOS Sportief. Dit radioprogramma met ochtendgymnastiek liep tot 1991. In 1985 trok zij in bij haar vaste vriend Jaap Dekker. Ze trouwden in 1987 en gingen wonen in Amstelveen. Ze kregen twee kinderen. In 2000 pikte de AVRO de ochtendgymnastiek op met het tv-programma Nederland in Beweging!. Tot juli 2007 presenteerde Commandeur dit programma samen met fitnesstrainer Karl Noten, daarna vormde ze een duo met Duco Bauwens. Sinds 2008 werd het programma uitgezonden door seniorenomroep MAX. Het programma was erg populair tijdens de coronacrisis in 2020 en 2021. Gedurende deze periode moesten de sportscholen vaak en langdurig sluiten. Door het programma konden mensen thuis voldoende in beweging blijven. Ook mensen die positief werden getest en daardoor thuis moesten blijven maakten dankbaar gebruik van het programma. Zij konden dan elke dag dat zij thuis moesten blijven toch voldoende in beweging blijven. Op 25 april 2023 werd bekend dat Commandeur hiermee stopt. Omroep MAX vond een opvolger in Barbara de Loor. Duco Bauwens bleef in de sportieve show te zien.
Commandeur was docente lichamelijke opvoeding op verschillende scholen, waaronder het Alkwin Kollege in Uithoorn en de scholengemeenschap Panta Rhei in Amstelveen. In 2003 moest ze hiermee echter stoppen vanwege een blessure. Daarna trad zij als adviseur in dienst van sporttoestellenfabrikant Schelde Sports.
Sinds 2008 heeft ze haar eigen bedrijf: Olga Commandeur PROmotions. Zij geeft presentaties en demonstraties bij zorginstellingen en bedrijven. Ze verzorgt workouts met als thema’s gezond bewegen en (top)sport in relatie tot de doelstellingen van de organisatie. Zij is ook ambassadeur voor diverse stichtingen en goede doelen, waaronder het Ouderenfonds. In 2014 werd in Blijham het Olga Commandeurplein, een beweegplein voor ouderen, geopend.
In 2023 was ze samen met haar man Frank een duo in het televisieprogramma Race Across the World op RTL 4. In datzelfde jaar deed ze mee aan de kerstspecial van het SBS6-televisieprogramma De Alleskunner VIPS, waar ze op de twaalfde plaats eindigde.

## Kampioenschappen

### Internationale kampioenschappen
| Onderdeel | Titel                   | Jaar |
| --------- | ----------------------- | ---- |
| 800 m     | Europees jeugdkampioene | 1975 |

### Nederlandse kampioenschappen
Outdoor
| Onderdeel    | Jaar                         |
| ------------ | ---------------------------- |
| 800 m        | 1977                         |
| 400 m horden | 1979, 1980, 1981, 1983, 1984 |

Indoor
| Onderdeel | Jaar |
| --------- | ---- |
| vijfkamp  | 1982 |

## Records

### Persoonlijke records
Outdoor
| Discipline   | Prestatie              | Datum             | Plaats    |
| ------------ | ---------------------- | ----------------- | --------- |
| 200 m        | 24,36 s                | 2 september 1984  | Amsterdam |
| 400 m        | 53,3 s                 | 20 juli 1975      | Papendal  |
| 800 m        | 2.01,6 (ex-WJR; ex-NR) | 7 september 1975  | Aalst     |
| 1500 m       | 4.30,6 s               | 21 september 1975 | Amsterdam |
| 100 m horden | 14,15 s                | 16 mei 1985       | Leiden    |
| 400 m horden | 56,51 s (ex-NR)        | 6 juli 1984       | Hengelo   |
| hoogspringen | 1,74 m                 | 12 juli 1981      | Brussel   |
| verspringen  | 6,22 m                 | 30 september 1984 | Zwolle    |
| speerwerpen  | 40,84 m                | 15 september 1985 | Breda     |
| vijfkamp     | 4237 p                 | 15 juni 1980      | Talence   |
| zevenkamp    | 5893 p                 | 30 september 1984 | Zwolle    |

Indoor
| Discipline   | Prestatie | Datum              | Plaats    |
| ------------ | --------- | ------------------ | --------- |
| 60 m horden  | 8,67 s    | 21 februari 1982   | Rotterdam |
| 400 m        | 56,34 s   | 2 februari 1980    | Zwolle    |
| 800 m        | 2.09,4    | 17 februari 1974   | Arnhem    |
| hoogspringen | 1,75 m    | 30 januari 1982    | Zwolle    |
| verspringen  | 6,14 m    | 21 februari 1982   | Rotterdam |
| kogelstoten  | 10,93 m   | 30 januari 1982    | Zwolle    |
| vijfkamp     | 4194 p    | 30/31 januari 1982 | Zwolle    |

### Wereldjuniorenrecord
| Onderdeel | Prestatie | Datum            | Plaats |
| --------- | --------- | ---------------- | ------ |
| 800 m     | 2.01,6    | 7 september 1975 | Aalst  |

### Nederlandse records
| Onderdeel    | Prestatie | Datum            | Plaats   |
| ------------ | --------- | ---------------- | -------- |
| 800 m        | 2.01,6    | 7 september 1975 | Aalst    |
| 400 m horden | 58,23 s   | 11 augustus 1979 | Nijmegen |
|              | 57,93 s   | 15 augustus 1980 | Sittard  |
|              | 57,87 s   | 2 augustus 1981  | Pescara  |
|              | 57,40 s   | 20 augustus 1983 | Sittard  |
|              | 57,28 s   | 17 juni 1984     | Lissabon |
|              | 56,51 s   | 6 juli 1984      | Hengelo  |

## Onderscheidingen
- AVRO's Tom Schreursprijs voor Talent van het jaar - 1975
- KNAU jeugdatlete van het jaar (Fanny Blankers-Koen plaquette) - 1975
- Ridder in de Orde van Oranje-Nassau - 2021

- World Athletics: 14291553
- International Standard Name Identifier: 0000 0003 9507 1831
- Nederlandse Thesaurus van Auteursnamen: 301921504
- Virtual International Authority File: 289689483